# Mistrzostwa Afryki w Piłce Siatkowej Kobiet 1985
II Mistrzostwa Afryki w piłce siatkowej - turniej, po dłuższej przerwie (9 lat), rozegrany w Tunisie w Tunezji w 1985 roku, po raz pierwszy wygrały gospodynie, które wyprzedziły reprezentantki Egiptu i Kamerunu.

## System rozgrywek
Reprezentacje zagrały systemem każdy z każdym.
1. Egipt
2. Tunezja
3. Kamerun

## Klasyfikacja końcowa
| 1. | Tunezja |
| 2. | Egipt   |
| 3. | Kamerun |